# Musica giapponese
Con il termine musica giapponese si indicano i diversi generi praticati in Giappone, sia di origine autoctona che straniera. Il termine "musica" in giapponese moderno è 音楽 (ongaku), ottenuto combinando l'ideogramma 音 ("suono") con l'ideogramma 楽 ("musica", "piacere").
Il panorama musicale popular del Giappone moderno comprende una larga schiera di cantanti, i cui interessi variano dal rock giapponese alla salsa giapponese, dal tango giapponese al country giapponese. Il karaoke, la ben nota forma di spettacolo dilettantistico di canto su di una base musicale che si svolge nei bar e nelle piccole discoteche, trova la sua origine proprio in Giappone.
La musica giapponese, come quella dell'oriente in generale, è basata su di una scala pentafonica e dà molta importanza alle componenti rumoristiche.

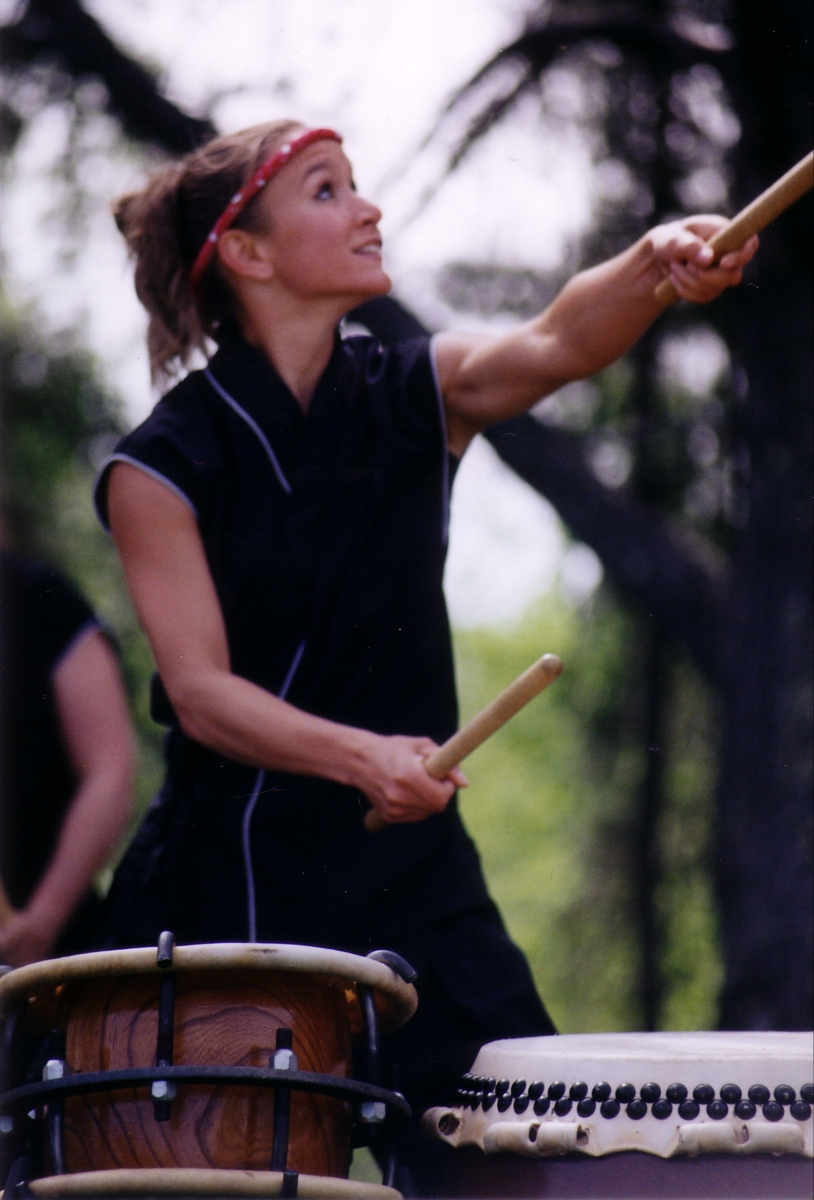
Esibizione di taiko

## Le caratteristiche
Fuori dal Giappone si ha una opinione particolare della musica popolare giapponese: essa è considerata una sorta di bubblegum pop, composto da canzoni con un miscuglio di testi in giapponese e di ritornelli in un inglese incomprensibile. 
Le pop star di questo genere musicale (aidoru kashu in giapponese), generalmente giovani attraenti, formano band di ragazzi e gruppi di ragazze. Il compositore di canzoni John Clewley ha descritto la produzione dei riferimenti urbani agli stili popolari del kayōkyoku e dell'enka, dalla musica classica occidentale al jazz e ad ogni forma di musica pop occidentale.
La musica tradizionale giapponese (hōgaku) è sempre stata collegata ai rituali, alla letteratura ed alla danza del Paese. La musica per il teatro è un settore molto rilevante nella tradizione giapponese. La musicologa Isabel Wong attribuisce all'amore dei giapponesi per la narrazione il rituale della loro "musica classica" e sostiene che i giapponesi sarebbero molto più attenti alle parole che alla musica.

## Musica classica

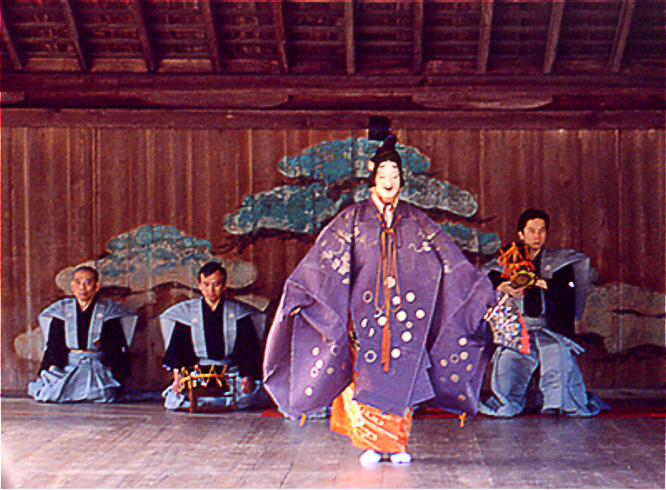
Noh è normalmente accompagnato da musica, uta (謡) e hayashi (囃子)

In Giappone esistono tantissimi generi di musica classica come lo shōmyō (声明), la musica buddista salmodiata, e il gagaku (雅楽), genere di musica orchestrale, di corte entrambe risalenti ai periodi Nara e Heian. Tra i generi successivi, va ricordato il sankyoku, per shamisen, koto e shakuhachi, codificatosi nel periodo Edo. 
Il gagaku viene eseguita alla corte imperiale sin dal periodo Heian. Il tōgaku (唐楽) e il komagaku (高麗楽) sono musiche originarie della dinastia cinese Tang e della Corea. In altri termini la musica di quel periodo si suddivide in kangen (musica strumentale) e bugaku (danze accompagnate da gagaku). Kagurauta (神楽歌), azumaasobi (東遊) e yamatouta (大和歌) sono musiche relative a repertori indigeni.
Originarie dei primi anni del XIII secolo sono gli honkyoku ("pezzi originali"). Questi erano composizioni solistiche eseguite con il flauto shakuhachi, sono pezzi suonati all'epoca da mendicanti, seguaci della setta Fuke (monaci appartenenti a una setta dello Zen) e monaci Zen. I monaci fuke, detti komusō ("monaci del Nulla"), suonavano lo honkyoku per chiedere l'elemosina. La setta fuke cessò di esistere nel XIX secolo, ma alcune trascrizioni dei loro honkyoku vengono ancora eseguiti nei concerti di musica classica giapponese.
Il teatro è molto sviluppato in Giappone sin dai tempi più remoti. Il teatro noh, o meglio nō (能) nasce da varie tradizioni prototeatrali nel XIV secolo e si sviluppa in un'arte molto raffinata. Esso raggiunse il più alto livello con i lavori di Kan'ami (1333-1384) e Zeami (1363 ?-1443).
In particolare Zeami compose il nocciolo del repertorio nō e scrisse dei trattati finaizzati alla comprensione dei segreti della tradizione; fino all'era moderna questi erano rimasti all'interno di una cerchia ristretta di attori.
Un'altra forma di teatro è quella delle marionette, conosciuta come bunraku (文楽), o anche jōruri.
Questa forma scenica ha le sue radici nelle tradizioni fiorite nella classe sociale dei chōnin del periodo Edo (1600 - 1868). Esso si impernia sulla recitazione di testi  (vari stili di jōruri) con accompagnamento strumentale fornito dallo shamisen (strumento a corde della famiglia del liuto).
Durante il periodo di Edo, gli attori (dopo il 1629 solamente uomini; dopo il 1652 solo maschi adulti) rappresentano il teatro kabuki (歌舞伎). Il kabuki che poteva essere costituito da ricostruzioni storiche o danze, era spesso accompagnato da canti in stile nagauta e dallo shamisen.
Tra i compositori di musica classica ma anche di note colonne sonore ricordiamo Akira Ifukube. Tra le soprano giapponese che si sono maggiormente distinte nel corso del xx secolo possiamo citare Tamaki Miura.

## Biwa hōshi,Heike biwa, emōsō
Il biwa, liuto dal manico corto, era suonato da suonatori itineranti chiamati biwa hōshi, che lo usavano per accompagnarsi durante la narrazione di storie. La più famosa di queste storie è Il racconto di Heike (Heike monogatari), una storia del XII secolo che narra del trionfo del clan Minamoto sui Taira. Il canto dello Heike monogatari è noto come heikyoku. 
I biwa hōshi cominciano ad associarsi fra loro creando una corporazione detta tōdō nei primi anni del XIII secolo. Questa associazione ebbe il controllo di gran parte della musica nell'intero Giappone.
Oltre questi, numerosi piccoli gruppi di musicisti itineranti ciechi si erano costituiti specialmente nell'isola di Kyūshū. Questi musicisti, conosciuti come mōsō (monaci ciechi), cantano una varietà di musiche religiose e semi-religiose, finalizzate all purificazione della casa e augurando buona salute e fortuna ai suoi abitanti. Essi inoltre avevano un repertorio di tipo profano. Il biwa che essi suonavano era molto più piccolo dello Heike biwa suonato dai biwa hōshi.

## Taiko
Taiko è il termine generico giapponese per indicare i tamburi. Ne esistono varie tipologie, e sono usate per suonare una varietà di generi. I tamburi sono divenuti particolarmente popolari negli anni recenti come elemento centrale di complessi che eseguono versioni arrangiate di musiche popolari. Tale musica neotradizionale viene eseguita da grandi complessi di tamburi chiamati kumidaiko. Le origini dei tamburi in Giappone sono incerte, ma possono essere verosimilmente indicate fra il VI e il VII secolo per merito di una statuetta di argilla dell'epoca che riproduce un tamburo. Il taiko, in quel periodo, veniva usato durante le battaglie per intimidire i nemici e per inviare comandi. Esso continua ad essere usato anche ai giorni nostri nella musica religiosa del buddismo e dello shintoismo. In passato i suonatori di taiko erano dei religiosi, che suonavano soltanto in occasioni speciali ed in piccoli gruppi, ma al giorno d'oggi uomini laici, raramente donne, suonano il taiko in feste religiose come il buddismo 
I gruppi moderni di taiko (kumidaiko) si dice siano stati inventati da Daihachi Oguchi nel 1951. Lo stile molto potente di questo strumento rese il gruppo molto famoso in tutto il Giappone e rese la regione di Hokuriku il centro della nuova musica per taiko. Musicisti divenuti famosi con questo genere sono Sukeroku Daiko Seido Kobayashi. Nel 1969 fece la sua comparsa il gruppo Za Ondekoza, fondato da Tagayasu Den. Za Ondekoza riunì un gruppo di giovani musicisti che intendeva riprendere la tradizione del taiko e intraprendere un nuovo stile di vita.
Nel corso degli anni settanta il governo giapponese stanziò dei fondi per conservare la cultura tradizionale; come conseguenza vennero fondati molti gruppi di kumidaiko. Verso la fine del XX secolo tali gruppi si sono diffusi nel mondo, in particolare negli Stati Uniti. Ora esiste anche un video game dal titolo Osu! basato sulla taiko.

## Yukar
La minoranza etnica del popolo Ainu, abitanti il nord del Giappone, pratica lo yukar, una forma di poema epico. Le storie narrate generalmente sono incentrate su Kamui, il dio della natura e Pojaumpe, un orfano guerriero.

## Min'yō: Musica folklorica

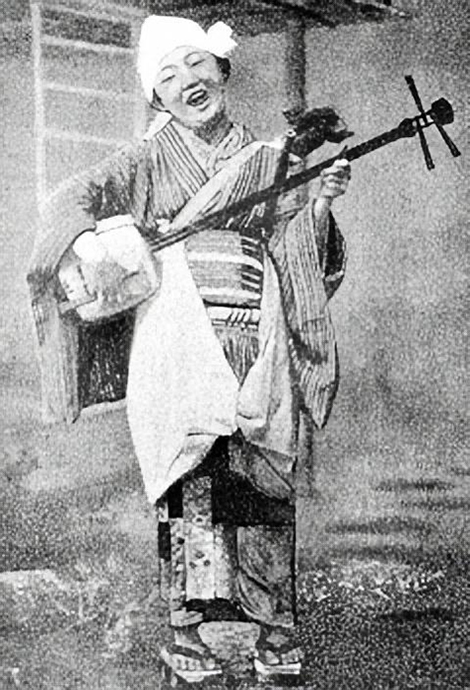
Una donna giapponese con il suo shamisen, 1904

Le canzoni folkloriche giapponesi, min'yō, possono essere raggruppate e classificate in molti modi. Una classificazione molto diffusa le suddivide in quattro grandi categorie: canzoni sul lavoro, canzoni religiose, canzoni per l'intrattenimento, come nei matrimoni, funerali e feste, e canzoni per bambini.
I cantanti possono essere accompagnati dal liuto a tre corde, lo shamisen, tamburi ed il flauto dritto in bambù detto shakuhachi. Altri strumenti che possono fare da accompagnamento sono il flauto traverso shinobue, un gong e un tamburo a clessidra.
Ad Okinawa, lo strumento principale è il sanshin. Questo è uno strumento tradizionale da cui deriva il giapponese shamisen. 
Strumenti elettronici come chitarre elettriche e sintetizzatori vengono usati regolarmente quando i cantanti di enka (genere musicale giapponese) cantano le canzoni min'yō.
La musica ondo è costituita da canzoni folkloriche con uno swing che può essere paragonato ad un tempo di 2/4.
Una bushi è una canzone dalla melodia ben determinata. Il suo nome significa "sezione o nodo". Il nome non è quasi mai usato da solo ma viene premesso da un termine riferito ad una occupazione, luogo o nome di persona. Bon uta, come il nome stesso dice, sono canzoni per la festa delle lanterne dei morti. Le komori uta sono delle ninna-nanna. I nomi delle canzoni min'yō spesso contengono termini descrittivi, quasi sempre alla fine. Ad esempio: Kushimoto-bushi, Hokkai bon uta, Itsuki no Komoriuta..
Molte di queste canzoni sono caratterizzate dai cosiddetti kakegoe. I kakegoe sono delle grida ritmiche, nei min'yō spesso eseguite da un secondo cantante. Vi sono diversi tipi di kakegoe che variano da regione a regione. Ad Okinawa, per esempio, si usa l'interiezione "ha iya sasa!". Nel Giappone continentale (nelle isole maggiori), è più facile udire "a yoisho!", "sate!", o "a sore!". Altri possono essere "a donto koi!" e "dokoisho!"
Recentemente il sistema tradizionale detto iemoto, è stato applicato ad alcune forme di min'yō. Questo sistema era stato sviluppato per trasmettere i generi classici come nagauta, shakuhachi o koto, ma essendo stato ritenuto molto efficiente dagli insegnanti e gradito agli allievi che intendevano ottenere certificazioni di profitto e di valore artistico, ha consentito la diffusione del genere min'yō e di altre forme di musica che erano tradizionalmente trasmesse più informalmente. Al giorno d'oggi alcuni min'yō sono appannaggio di questa organizzazione pseudo-familiare e un lungo apprendimento è abbastanza usuale.

## Musica popolare di Okinawa
L'isola di Okinawa è sotto il controllo del Giappone fin dal 1609, a parte un breve periodo in cui fu sotto il dominio degli Stati Uniti dopo la Seconda guerra mondiale. Gli umui, canzoni religiose, shima uta (canzoni per danza) e specialmente il katcharsee (musica celebrativa), sono molto popolari.
La musica popolare di Okinawa differisce dalla musica popolare giapponese per molti aspetti. La musica di Okinawa è accompagnata spesso dallo sanshin, mentre nel resto del Giappone viene accompagnata dallo shamisen. Gli altri strumenti di Okinawa sono il Sanba (che produce un suono schioccante come quello delle nacchere) e diversi tamburi. Un fischio acuto come quello di un uccello è largamente impiegato come elemento ritmico. Una scala pentatonica specifica è spesso usata nel min'yō di Okinawa. Essa è descrivibile come do, mi, fa, sol, si, do.

## La riscoperta della musica occidentale
Durante l'arco di tempo che va dal 1543 al 1639, definito - per la diffusione di cui godette la religione straniera in Giappone - “secolo cristiano”, la presenza sul suolo giapponese di portoghesi, spagnoli, olandesi e inglesi aveva già segnato una prima introduzione di musica europea.
Dopo la Restaurazione Meiji (1866 - 1869), che reintrodusse le scale europee nelle isole nipponiche, un burocrate di nome Izawa Shuji utilizzò canzoni come Auld Lang Syne e scrisse canzoni usando delle melodie pentatoniche. La musica occidentale, specialmente le marce militari, divenne molto popolare. Le due forme principali di musica che si svilupparono in questo periodo furono lo shōka che fu realizzata per portare la musica occidentale nelle scuole e il gunka, marce militari occidentali con elementi di musica giapponese.
Quando il Giappone si avviò verso la democrazia rappresentativa, alla fine del XIX secolo, le personalità politiche assunsero dei cantanti affinché vendessero delle copie delle loro canzoni che diffondevano le idee da loro portate avanti, in quanto a quei tempi era proibito a chiunque di parlare in pubblico. Questo diede il via allo sviluppo di una forma di ballata chiamata enka, che divenne molto popolare nel XX secolo, anche se la sua popolarità è andata scemando verso gli anni settanta e ha avuto poco successo con i giovani.
Famosi interpreti di enka sono Misora Hibari e Ikuzo Yoshi. Alla fine del XIX secolo ad Osaka divenne famoso un tipo di cantante che si esibiva agli angoli delle strade; esso veniva chiamato ryūkōka. In questo genere i più famosi interpreti furono Yoshida Naramura e Tochuken Kumoemon.
La musica occidentalizzata è detta kayōkyoku che si dice abbia avuto inizio con "Kachūsha no uta" nel 1914. Questa canzone fu composta da Nakayama Shimpei ed apparve per la prima volta nel lavoro tratto dal romanzo Resurrezione di Lev Tolstoj, cantata da Matsui Samako.
La canzone divenne subito un grande successo enka e fu uno dei primi dischi di successo in Giappone. Il kayōkyoku diviene la musica più diffusa in Giappone, specialmente dopo la comparsa della diva Misora Hibari.
Più tardi negli anni cinquanta, il tango ed altre musiche latino-americane, specialmente cubane, diventarono molto popolari in Giappone. Una speciale forma di tango giapponese venne sviluppata e prese il nome di dodompa. Il kayōkyoku viene associato completamente alla musica giapponese, mentre la musica più vicina allo stile occidentale fu chiamata pop giapponese. Negli anni sessanta i gruppi giapponesi imitarono i Beatles, Bob Dylan ed i Rolling Stones assieme alla musica folk appalachiana, al rock psichedelico, al mod ed a generi similari. Questo stile fu definito Group sounds.
Da allora, il bubblegum-pop ed il J-pop sono i generi musicali più venduti in Giappone e furono utilizzati nella musica da film, specialmente nei film di animazione. La crescita del pop abbinata all'affermazione del fenomeno karaoke, ha indotto molti critici ad affermare che tutti e due i fenomeni sono dovuti al consumismo e alla superficialità.
A questo proposito, Kazufumi Miyazawa dei The Boom, affermò: "Odio questi acquisti, ascoltare e buttar via è la mentalità del canto al karaoke."
Negli anni novanta si assiste all'arrivo di molti nuovi artisti pop come Ayumi Hamasaki e Utada Hikaru. Ad oggi la Hasamaki ha venduto 43 milioni di dischi, tanto da fare di lei la cantante che ha venduto il maggior numero di dischi in Giappone, mentre il primo album di Utada Hikaru, First Love, ha venduto 7,6 milioni di copie, risultando così l'album maggiormente venduto nell'arcipelago giapponese.

### Rock giapponese o J-Rock
Il rock giapponese si sviluppò a partire dagli anni sessanta. Artisti come d sono ritenuti come i capostipiti del genere. Durante gli anni settanta esso diventa sempre più popolare; il gruppo di Okinawa Champloose assieme ai Carol, RC Succession e Shinji Harada furono molto famosi e contribuirono alla definitiva affermazione di questo genere musicale. Negli anni ottanta i Boøwy ed i Southern All Stars divennero le maggiori band della storia del rock giapponese ed ispirarono alcuni gruppi di rock alternativo come gli Shonen Knife, i Boredoms ed i Tama & Little Creatures.
Negli anni ottanta si sviluppò la Yellow Magic Orchestra, che si dedicò alla sperimentazione della musica elettronica, diretta da Haruomi Hosono.
Nell'ultimo periodo degli anni ottanta ha fatto il suo debutto il duo B'z. Essi hanno tenuto sempre la testa della classifica delle vendite per tutti i loro singoli ed album, sin dal primo singolo Taiyō no komachi angel del 1990. Questo è il record giapponese nel campo della musica.
Nel 1980, Huruoma e Ry Cooder, un musicista statunitense, produssero l'album Shoukichi Kina con la collaborazione del gruppo di Okinawa Champloose. Furono poi seguiti da Sandii & the Sunsetz che mescolarono musiche giapponesi e okinawane. Nello stesso periodo cantautori come Mana e Hyde divennero molto famosi.
Nel XX secolo si afferma anche un genere musicale pop giapponese chiamato Kayōkyoku, cui importante esponente fu Kyū Sakamoto, noto anche nel genere pop e rock: il suo brano Ue o muite arukō (1961), raggiunse il primo posto nella classifica Billboard Hot 100
Dalla fine degli anni ottanta si sviluppa in Giappone un fenomeno autoctono e caratteristico che prende il nome di visual kei (ヴィジュアル系?, Bīshuaru kei, "stile visuale"): si tratta di un inedito concentrato di molteplici generi musicali, dai più dolci ai più feroci indistintamente, caratterizzato da un look estremamente vistoso e ricercato nei vestiti, nelle acconciature, nel trucco e nell'atteggiamento. È un genere estremamente fecondo nelle subculture giapponesi. I principali rappresentati storici ne sono gli X Japan con il loro possente heavy metal ed un'immagine glam, i Malice Mizer per il loro look barocco e dark, i Dir En Grey ora passati allo hard rock internazionale, i romantici Lareine, i neoclassici Versailles, i giovanissimi Raphael e molti altri, come il gruppo The Gazette e Miyavi molto conosciuti anche in Europa.
Di grande ispirazione per il rock di questa nazione furono i Kiss, un gruppo rock statunitense molto adorato dalla popolazione giapponese.

### Latino-americana, reggae giapponese e musica ska
Altre forme di musica, dall'Indonesia, dalla Giamaica e da altri paesi, vennero assimilate nella produzione locale.
Il soukous africano così come la musica latina, il reggae giamaicano e ska, vennero interpretati dai gruppi Rankin' Taxi e Tokyo Ska Paradise Orchestra.

### Roots music
Questo genere prende spunto dal Country e dal Blues, tipicamente americani. La diffusione inizia verso la fine degli anni ottanta quando i gruppi di roots music come i Shang Shang Typhoon e The Boom divennero molto popolari. Le roots band di Okinawa come i Nenes e Kina, ebbero un notevole successo di critica e di pubblico. Questo portò alla seconda ondata di musica di Okinawa guidata dal gruppo Rinkenband. Seguì una nuova leva di gruppi musicali compreso il ritorno dei Champloose e Kina così come i nuovi Soul Flower Union.
Una forma neofolklorica di Okinawa chiamata kawachi ondo divenne popolare a seguito della interpretazione da parte di Kikusuimaru Kawachiya; molto simile al kawachi ondo è il goshu ondo dei Tademaru Sakuragawa.
Una band giapponese le cui radici risiedono in Asakusa, quartiere tipico di Tokyo, sono gli *Asakusa Jinta* Asiatica marching band, un misto di rock, rockabilly, swing e jazz.

### Musica classica occidentale
La musica classica occidentale ha una notevole presenza in Giappone ed esso è fra i mercati più importanti del mondo per questo tipo di musica. Molti compositori giapponesi, ormai famosi internazionalmente, hanno scritto musica classica di scuola occidentale. Tra i tanti, Tōru Takemitsu è famoso per la sua musica appartenente all'avanguardia musicale e per le sue colonne sonore.
Altrettanto noto è il direttore d'orchestra Seiji Ozawa. Dal 1999 la pianista Fudjiko Hemming, che suona Liszt e Chopin, è diventata molto famosa ed i suoi CD hanno venduto milioni di copie.

### Jazz
Dagli anni trenta, escluso il periodo della II Guerra Mondiale, quando questa fu vietata come musica del nemico, il jazz ha avuto una grande diffusione nel Paese del sol levante. Il mercato giapponese è diventato uno dei mercati più importanti: non è inconsueto che delle musiche di scarsa esecuzione si possano trovare incise soltanto in Giappone. 
Oggi, un notevole numero di giapponesi suona il jazz e non è soltanto un ascoltatore. Musicisti come Hiromi, Keiko Matsui, June Kuramoto e Sadao Watanabe hanno un notevole numero di estimatori al di fuori del loro Paese.

### Musica per videogiochi e per gli anime
I primi videogiochi, a causa dei poco potenti chip di allora, avevano dei commenti musicali rudimentali. Con l'avanzare della tecnologia la qualità sonora aumentò notevolmente. Il primo gioco ad imporsi per la sua musica fu Xevious, altrettanto ammirato dalla critica per la complessità, per quei tempi, della sua grafica rivoluzionaria e della trama particolarmente elaborata per un videogioco arcade. Anche se molti giochi hanno avuto delle ottime colonne sonore nel corso degli anni, la miglior musica mai scritta per un videogioco è considerata quella di Final Fantasy VI, composta dal celebre Nobuo Uematsu nel 1994.
Kōichi Sugiyama, noto per aver scritto la musica di vari film, fu uno dei primi individui esperti coinvolti nel progetto di realizzare una "vera" colonna sonora per i videogiochi. Prima di questo coinvolgimento, infatti, la musica era spesso dimenticata e ignorata nel corso della produzione e gli sviluppatori, a corto di conoscenze musicali, erano spinti a produrre delle tracce orecchiabili che non avrebbero mai stancato o annoiato i giocatori dopo lunghe sessioni di gioco.
Koji Kondo, il principale compositore di Nintendo, è uno dei massimi esponenti della musica per videogiochi. Egli è noto per aver scritto le musiche delle più celebri serie di Nintendo, fra cui The Legend of Zelda e Mario.
Oggi le colonne sonore dei videogiochi più famosi sono vendute su CD. Anche il mercato degli anime è molto fruttuoso e diversi artisti, a partire dagli anni novanta, hanno realizzato diverse canzoni per anime, tra i quali Utada Hikaru, Porno Graffitti, Yui Horie, L'Arc~en~Ciel, Orange Range e Shōko Nakagawa.
Anche gli anime possono vantare di numerosi artisti celebri: un esempio è la compositrice Yōko Kanno.
E ancora tra il XX e il XXI secolo si afferma Ayumi Hamasaki, nota per vari brani, a volte utilizzati come opening theme per videogioco o come colonna sonora per videogiochi, come il brano musicale Depend on You (1998).

## Strumenti tradizionali
- Biwa (琵琶)
- Fue (笛)
- Hichiriki (篳篥)
- Hocchiku
- Hyoshigi
- Kane-kaka
- Kakko
- Kokyu (胡弓)
- Koto (箏)
- Okawa (Conosciuto anche come O-tsuzumi)
- Ryūteki(竜笛)
- Sanshin
- Shakuhachi (flauto di bambù) (尺八)
- Shamisen (三味線)
- Shimedaiko
- Shinobue (篠笛)
- Sho (笙)
- Suikinkutsu (cetra tirolese ad acqua)
- Taiko (i.e. Wadaiko) (太鼓～和太鼓)
- Tsuzumi (鼓)